# Nao (robot)

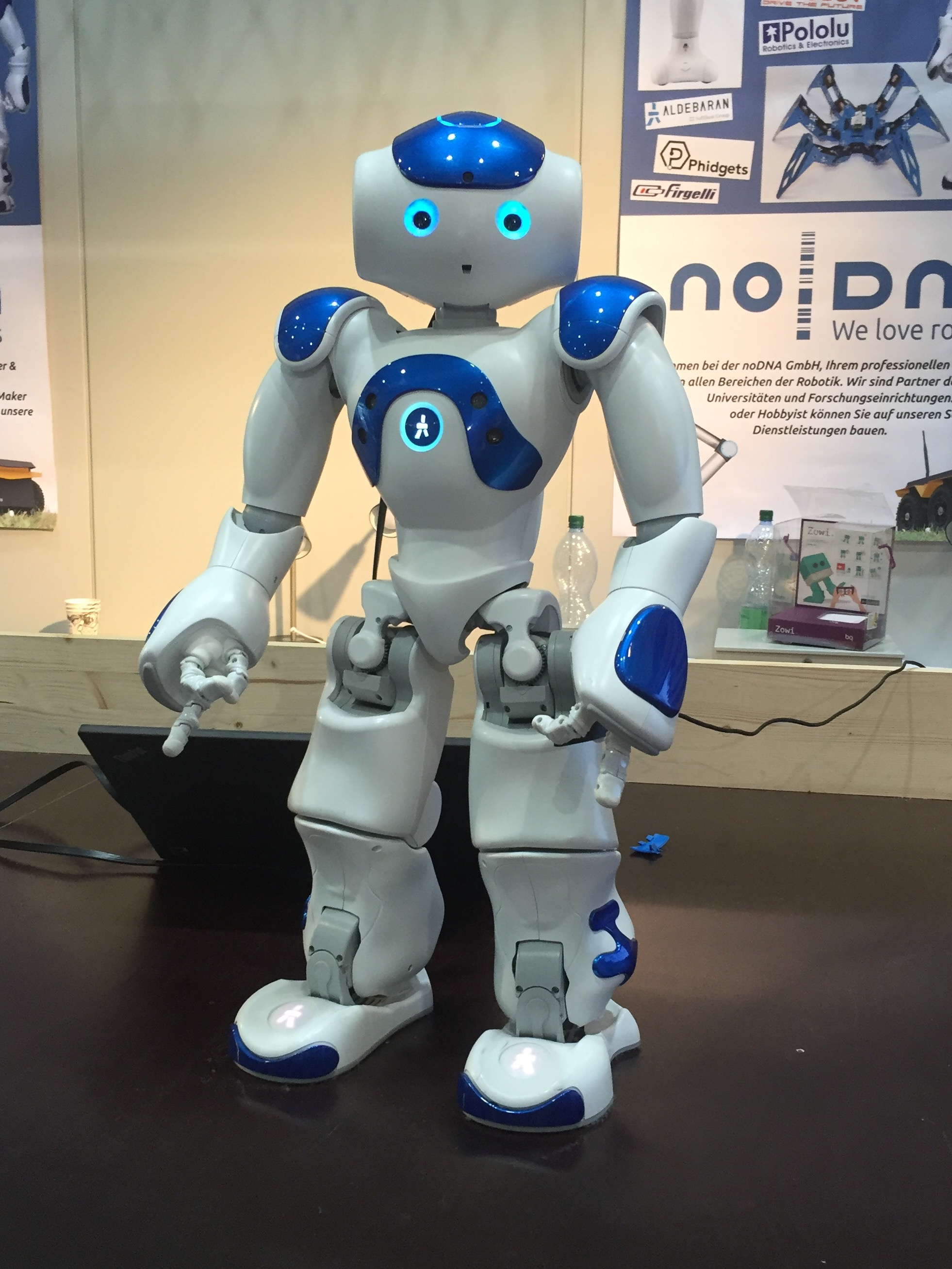
Nao

Nao is een humanoïde robot die is ontwikkeld door het Franse bedrijf Aldebaran Robotics. De robot werd voor het eerst getoond in 2006 en is in 2008 in gebruik genomen. Chipfabrikant Intel ondersteunde de verdere ontwikkeling met een investering in juni 2011. Eind 2011 werd de Nao Next Gen geïntroduceerd, een vernieuwde versie van de oorspronkelijke Nao. In 2014 verscheen de Nao Evolution en in 2018 toonde het Franse bedrijf de NAO V6.
Aldebaran Robotics werd in 2015 eigendom van SoftBank. Na een naamswijziging is het Franse bedrijf in 2022 weer hernoemd naar de oorspronkelijke naam.

## Beschrijving
Er zijn verschillende versies van de robot met verschillende vrijheidsgraden en verschillende ingebouwde sensoren. De robot is 58 cm lang en weegt tussen 4,8 en 5,5 kg. De eerste Nao heeft een AMD Geode-processor, nieuwere versies bevatten een Intel Atom-chip. De robots hebben twee HD-camera's in het hoofd geïntegreerd en draaien op een Linux-variant als besturingssysteem. Volgens de fabrikant zou de robot ongeveer tussen 60 en 90 minuten op een volle batterij kunnen werken.
Nao deed mee met de RoboCup, een internationaal initiatief op het gebied van robotica en kunstmatige intelligentie.
Het was tijdens de ontwikkeling van de Nao mogelijk om een exemplaar op verzoek te kopen. Aanvankelijk lag de prijs hiervan rond 10.000 euro, die in 2012 was gezakt naar 5.000 euro. Het URBI-besturingssysteem en de programmeertaal Urbiscript werden in 2012 vrijgegeven onder de BSD-licentie. URBI draait ook op producten van andere fabrikanten, zoals LEGO Mindstorms NXT.

## Technische details
| Eigenschappen     | Nao V3 (2008) | Nao Next Gen (2011) | Nao Evolution (2014) | NAO V6 (2018) |
| ----------------- | --- | --- | --- | --- |
| Hoogte            | 58 cm | 58 cm | 58 cm | 58 cm |
| Gewicht           | 4,8 kg | 5,2 kg | 5,3 kg | 5,5 kg |
| Batterij          | Lithiumbatterij met 27,6 Wh | Lithiumbatterij met 27,6 Wh | 48,6 Wh | 62,5 Wh |
| Batterijduur      | 60 minuten (intensief), 90 minuten (normaal)                                                                                            | 60 minuten (intensief), 90 minuten (normaal)                                                                                            | 60 minuten (intensief), 90 minuten (normaal)                                                                                            | 60 minuten (intensief), 90 minuten (normaal)                                                                                            |
| Vrijheidsgraad    | 21 tot 25 | 21 tot 25 | 21 tot 25 | 21 tot 25 |
| Processor         | AMD Geode (500 MHz) | Intel Atom Z520 (1,6 GHz) | Intel Atom Z520 (1,6 GHz) | Intel Atom E3845 (1,91 GHz) |
| Besturingssysteem | OpenNAO 1.6 | OpenNAO 1.12 | Linux NAOqi 2.1 | Linux NAOqi 2.9 |
| Programmeertalen  | C++, Python, Java, MATLAB, Urbi, C, .NET                                                                                                | C++, Python, Java, MATLAB, Urbi, C, .NET                                                                                                | C++, Python, Java, MATLAB, Urbi, C, .NET                                                                                                | C++, Python, Java, MATLAB, Urbi, C, .NET                                                                                                |
| Beeldsensoren     | 2× 1280×960 pixels | 2× 1280×960 pixels | 2× 1280×960 pixels | 2× 2592×1944 pixels |
| Connectiviteit    | Ethernet, Wifi | Ethernet, Wifi | Ethernet, Wifi | Ethernet, Wifi, Bluetooth |
| Sensoren          | Vier ultrasone sensoren, een traagheidssensor, druksensoren in de voeten, twee infraroodsensoren, vier microfoons, sonar, accelerometer | Vier ultrasone sensoren, een traagheidssensor, druksensoren in de voeten, twee infraroodsensoren, vier microfoons, sonar, accelerometer | Vier ultrasone sensoren, een traagheidssensor, druksensoren in de voeten, twee infraroodsensoren, vier microfoons, sonar, accelerometer | Vier ultrasone sensoren, een traagheidssensor, druksensoren in de voeten, twee infraroodsensoren, vier microfoons, sonar, accelerometer |

## Afbeeldingen

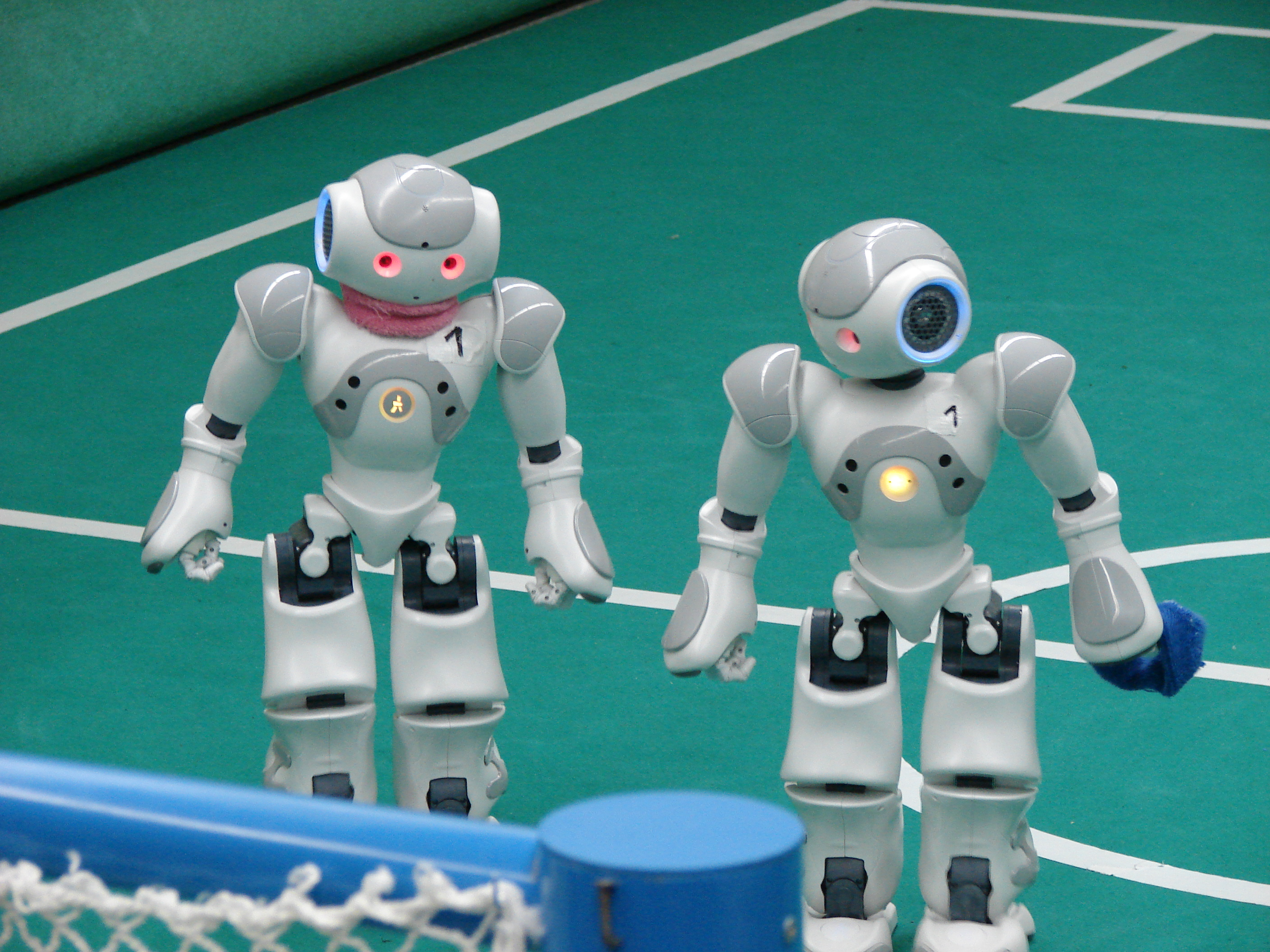
Twee Nao's tijdens een voetbalwedstrijd
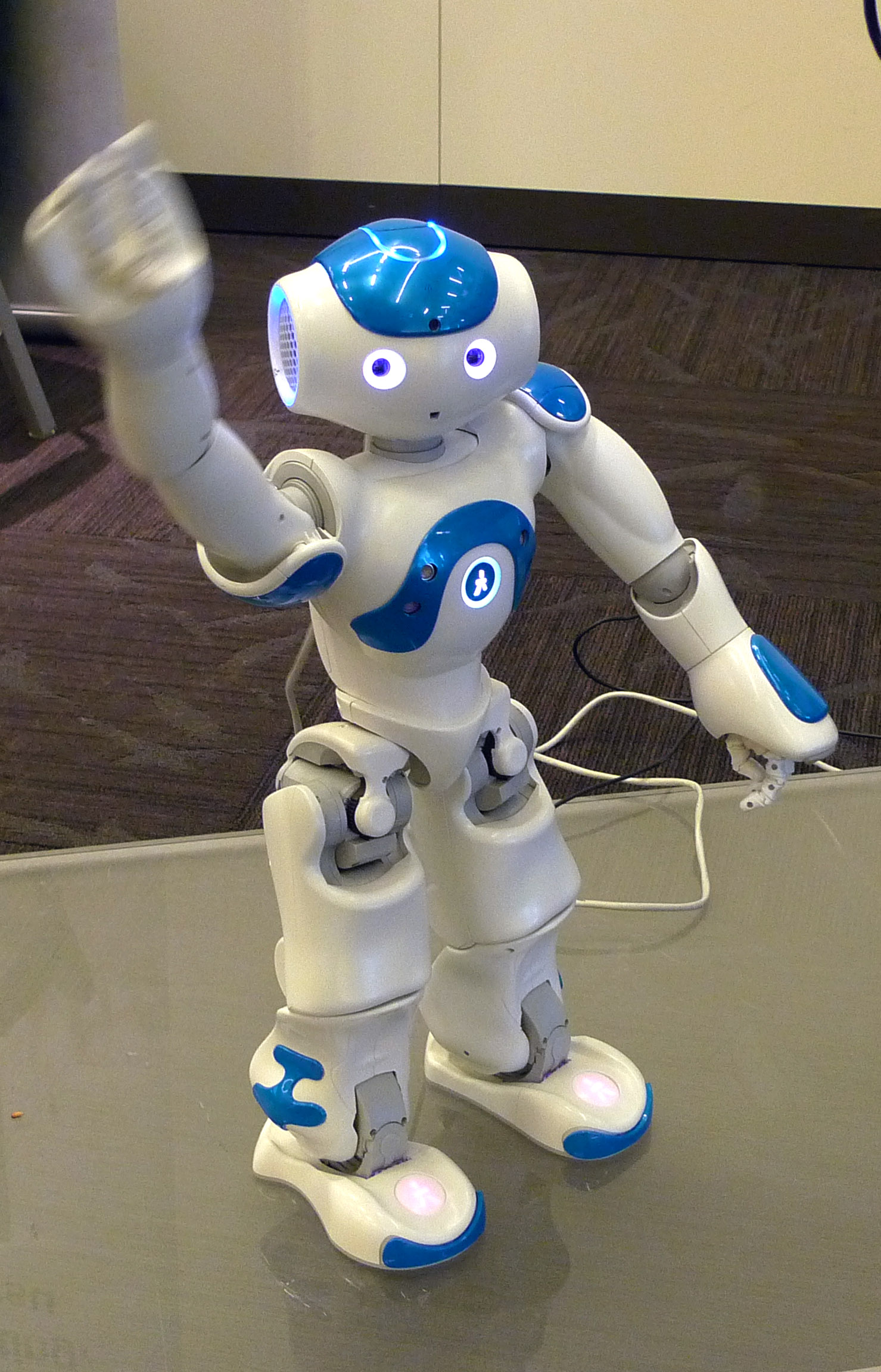
Een zwaaiende Nao
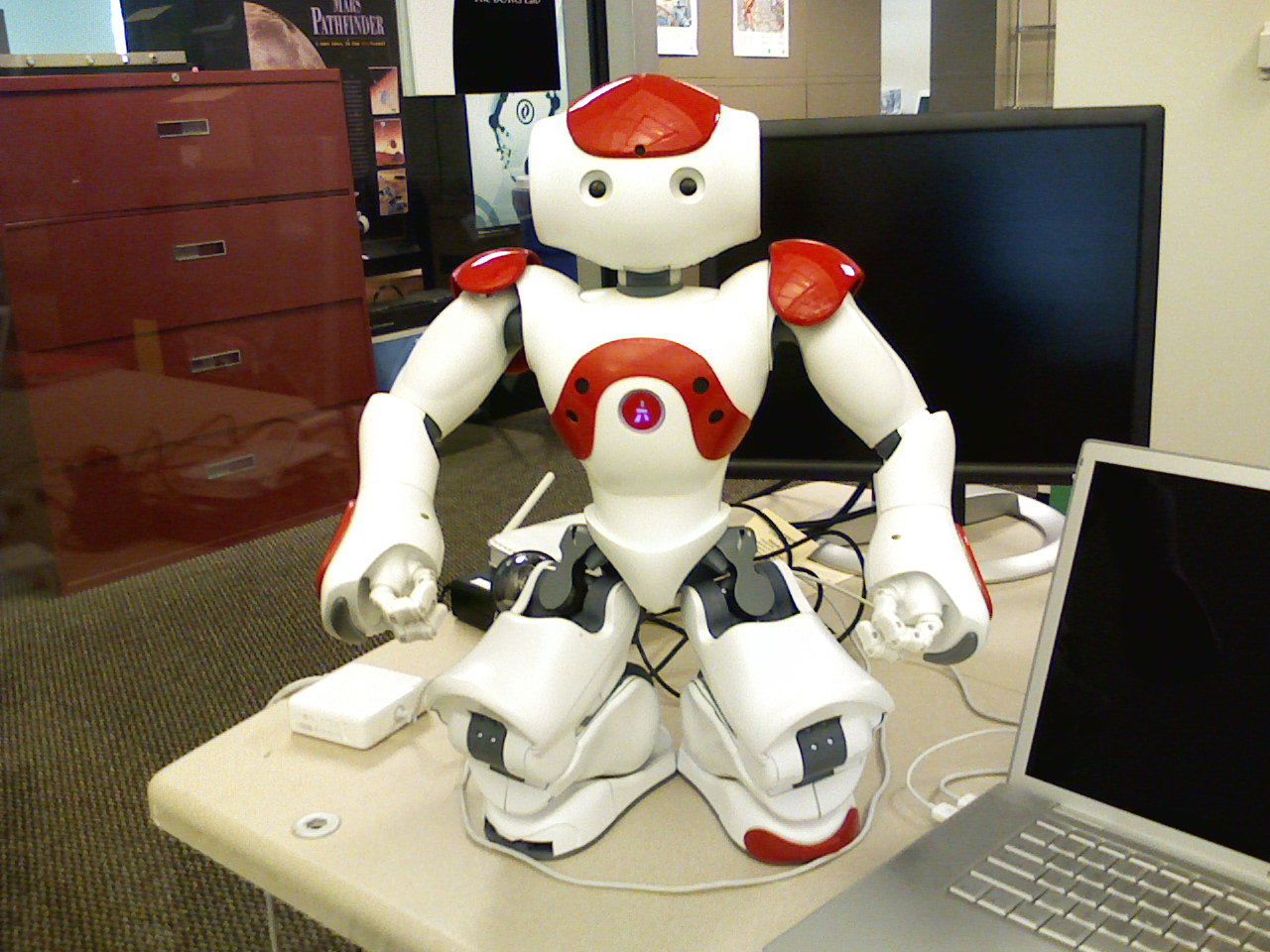
Een Nao op een bureautafel